# Belastingdienst
Een belastingdienst, soms ook wel fiscus genoemd, is een overheidsorgaan dat de heffing en inning van belasting, douanerechten en accijns voor een staat verzorgt.

## Nederland

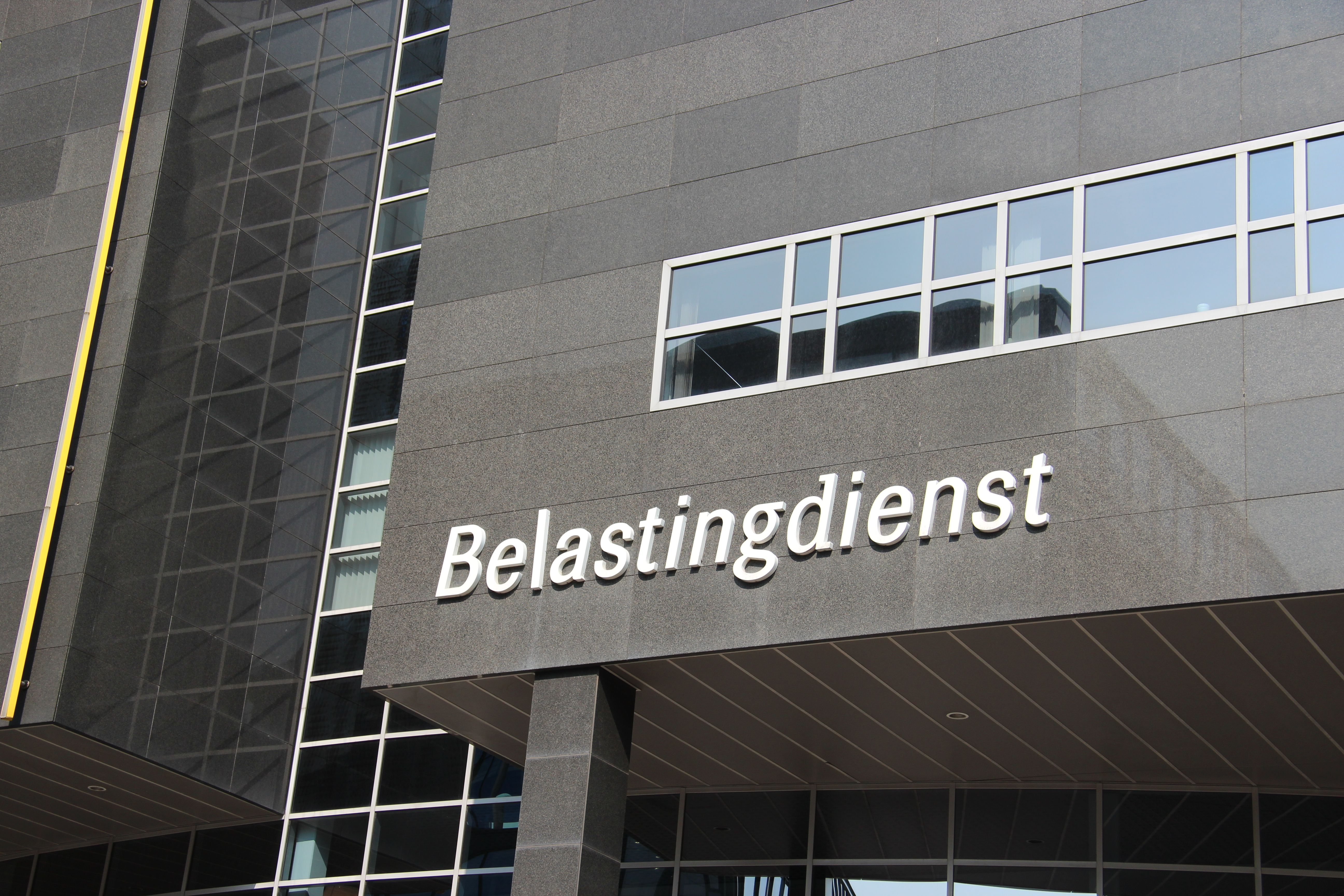
Gebouw van de Nederlandse Belastingdienst in Amsterdam Sloterdijk

In Nederland betekent Belastingdienst (met een hoofdletter) de Nederlandse rijksbelastingdienst. Deze valt organisatorisch onder het ministerie van Financiën. Het onderdeel van de Belastingdienst met de naam Belastingdienst/Toeslagen verzorgt de uitbetaling van toeslagen voor huur, zorg en kinderopvang.
Naast de Nederlandse rijksbelastingdienst zijn er nog vele andere overheidsorganen die zich met de heffing van belastingen bezighouden. Lagere overheden zoals provincies mogen opcenten heffen. Zo heeft iedere gemeente in Nederland een onderdeel dat zich met de heffing van gemeentebelastingen bezighoudt.

## België
De nationale Belgische belastingdienst is de FOD Financiën. Daarnaast beschikken de verschillende gewesten in België ook over een belastingdienst. Voor respectievelijk het Vlaams Gewest, het Waals Gewest en het Brussels Hoofdstedelijk Gewest is dit: de Vlaamse Belastingdienst, de Service Public Wallonie (SPW) Fiscalité en de Gewestelijke Overheidsdienst Brussel Fiscaliteit.

## Suriname

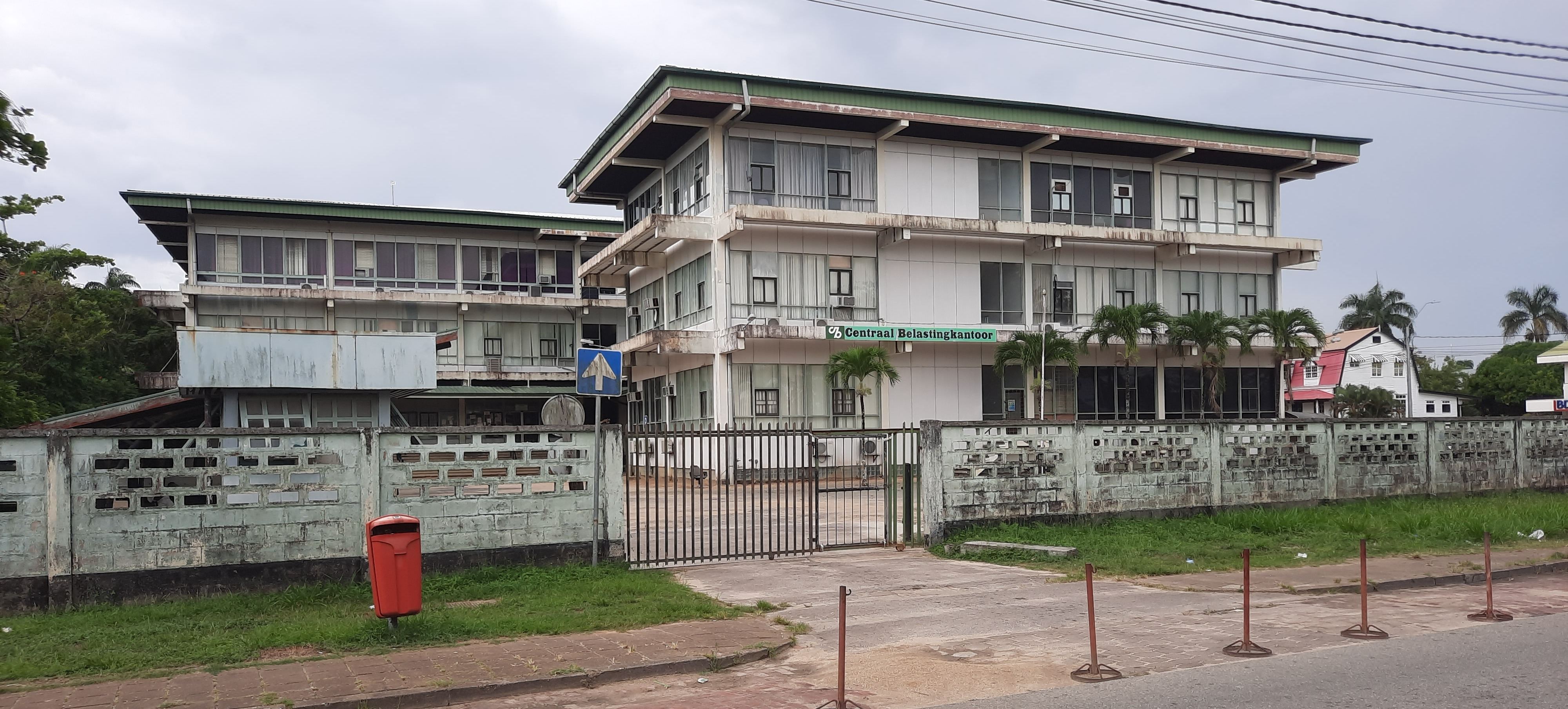
Centraal Belastingkantoor in Paramaribo, 2022

In Suriname valt de Belastingdienst onder het Ministerie van Financiën en Planning. 